# Shelley Moore Capito

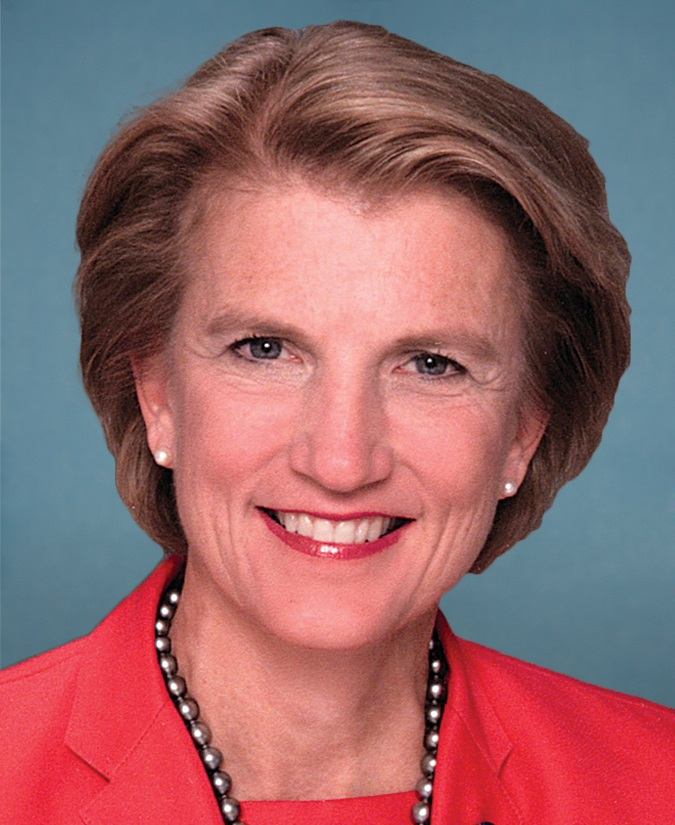
Shelley Moore Capito

Shelley Moore Capito (* 26. November 1953 in Glen Dale, Marshall County, West Virginia) ist eine US-amerikanische Politikerin. Seit Januar 2015 vertritt sie den Bundesstaat West Virginia im US-Senat; zuvor hatte sie seit 2001 für den zweiten Wahlbezirk West Virginias im Repräsentantenhaus der Vereinigten Staaten gesessen.

## Werdegang
Shelley Capito ist die Tochter des früheren Gouverneurs und Kongressabgeordneten Arch A. Moore. Bis 1975 studierte sie an der Duke University in Durham (North Carolina). Anschließend besuchte sie die University of Virginia. Politisch schloss sie sich der Republikanischen Partei an. Zwischen 1997 und 2001 saß sie im Abgeordnetenhaus von West Virginia.
Bei den Kongresswahlen des Jahres 2000 wurde Capito im zweiten Distrikt von West Virginia in das US-Repräsentantenhaus in Washington, D.C. gewählt. Dort trat sie am 3. Januar 2001 die Nachfolge des Demokraten Bob Wise an. Bei den darauffolgenden sechs Kongresswahlen wurde sie jeweils wiedergewählt; ihre Amtszeit lief dort bis zum 3. Januar 2015. Sie war Mitglied im Finanzausschuss, im Ausschuss für Transport und Infrastruktur sowie im Ausschuss für Energieunabhängigkeit und globale Erwärmung. Außerdem war sie in sechs Unterausschüssen vertreten. Capito ist eine entschiedene Gegnerin von Glücksspielen im Internet.
Am 4. November 2014 trat Capito bei den Senatswahlen gegen die demokratische Secretary of State, von West Virginia, Natalie Tennant, an und gewann mit ca. 62 % der Stimmen den Sitz des nicht mehr kandidierenden Jay Rockefeller; sie ist die erste Frau aus West Virginia in diesem Amt und die erste republikanische Senatorin aus diesem Bundesstaat seit 1959. Zuvor hatte sie am 13. Mai 2014 mit 87,5 % der Stimmen die parteiinternen Vorwahlen gewonnen.
Capitos Stimme für die von der republikanischen Mehrheit im Kongress geplante Gesundheitsreform zur Abschaffung von Obamacare war in der ersten Jahreshälfte 2017 lange unsicher. Ihre Entscheidung, die daraufhin erwogene sofortige Abschaffung von Obamacare ohne gleichzeitigen Beschluss eines Gegenkonzepts am 18. Juli 2017 abzulehnen – zusammen mit Lisa Murkowski und Susan Collins –, ließ den Plan einer von den Republikanern allein durchgeführten Gesundheitsreform vorerst scheitern.
Sie ist mit Charles Capito verheiratet und lebt privat in Charleston (West Virginia).